# August von Cramon
August Friedrich Wilhelm Karl Erdmann von Cramon (* 7. April 1861 in Pawlau, Oberschlesien; † 19. Oktober 1940) war ein preußischer Offizier, zuletzt Generalleutnant im Ersten Weltkrieg.

## Leben
Cramon entstammte einer alten mecklenburgischen Adelsfamilie, seine Eltern waren Katharina von Berg, geborene Taubadel, der Vater Friedrich von Cramon war Gutsbesitzer in Schlesien. Er amtierte als Generaladjutant des deutschen Kaisers und diente 1915 bis 1918 als deutscher Militärbevollmächtigter im österreichisch-ungarischen Generalstab. Zuvor hatte Freytag von Loringhoven den Posten bekleidet. Nach dem Krieg wurde er der erste Führer der deutschen Heeresfriedenskommission beim Reichswehrministerium und nahm die Vertreter der Interalliierten Kontrollkommission Anfang 1920 in Berlin in Empfang. Später betätigte sich Cramon schriftstellerisch und wirkte u. a. als geschäftsführender Vorsitzender des „Vereins der Angehörigen des ehemaligen Generalstabs (Vereinigung Graf Schlieffen)“. Cramon war mit Helene Freiin von Tschammer verheiratet. Das Ehepaar hatte die Töchter Johanna Charlotte und Agnes Elisabeth, und die Söhne Friedrich, Gunther und Helmuth.
Er war jahrzehntelang aktiv für den Johanniterorden und dort zuletzt Ehrenkommendator der Schlesischen Genossenschaft, der drittgrößten Provinzialgenossenschaft innerhalb der Organisation. Die gesamte Kongregation hatte Anfang der 1930er Jahre 4760 Mitglieder, bis ab 1938 etwa zehn Prozent wegen Doppelmitgliedschaft mit der NSDAP austreten mussten. Zu Schlesien gehörten nach 1931 konkret 444 Ehren- und Rechtsritter. Führend tätig waren neben Cramon als Kommendator Alfred von Goßler und des Weiteren August von Pückler.
Das Grab des August von Cramon befindet sich auf dem bekannten Invalidenfriedhof in Berlin.

## Werke

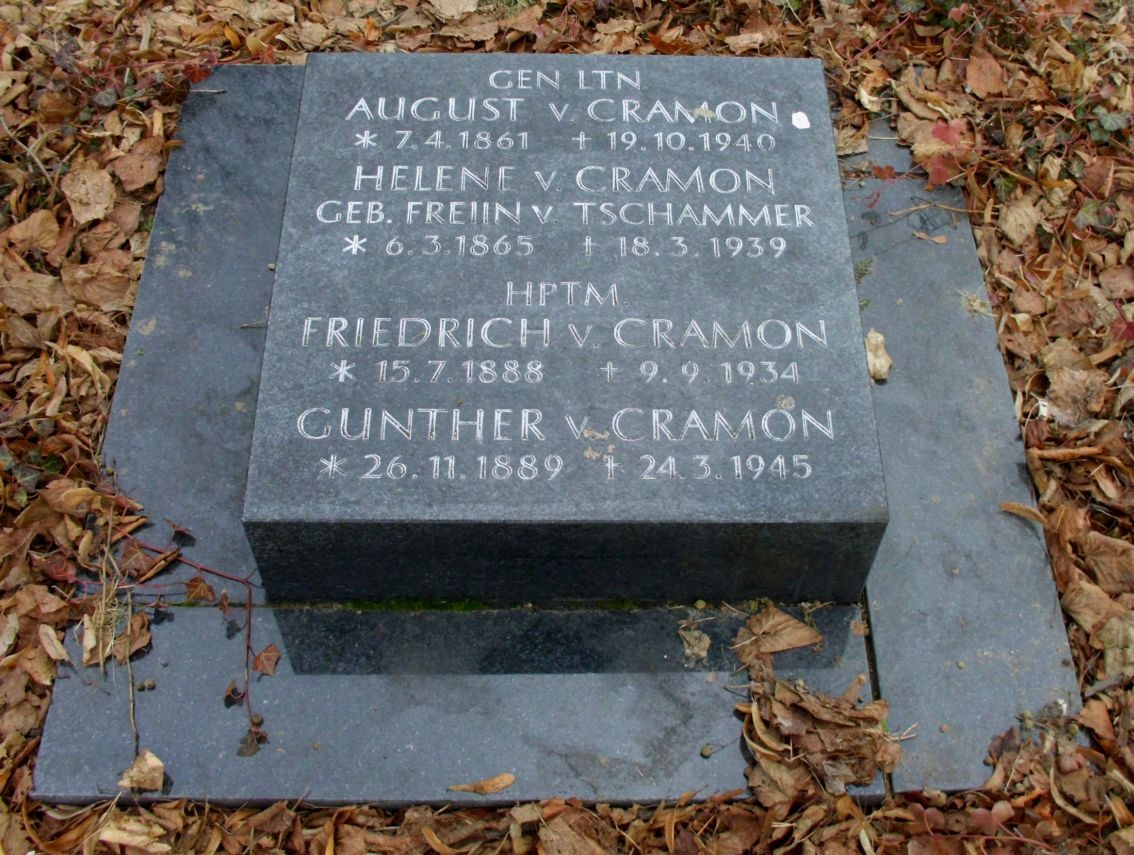
Grabstätte

- Deutschlands Schicksalsbund mit Österreich-Ungarn, Berlin, 1932.
- Fort mit den interalliierten Kontrollkommissionen, Berlin, 1922.
- Unser österreich-ungarischer Bundesgenosse im Weltkriege, Berlin, 1920.
- Geschichte des Leib-Kürassier-Regiment „Großer Kurfürst“ (Schlesisches) Nr. 1, Berlin, 1893.